# Delvin
Delvin (Irish:Dealbhna vagy Dealbhna Mhór) egy kisváros Westmeath megyében, Írországban, az N52-es út és az N51-es út Navan felé vezető részén. A város 20 km-re található Mullingartól.
A Delvin szó az ír Delbhna szóból ered.

## Delvin Kastély és Clonyn Kastély

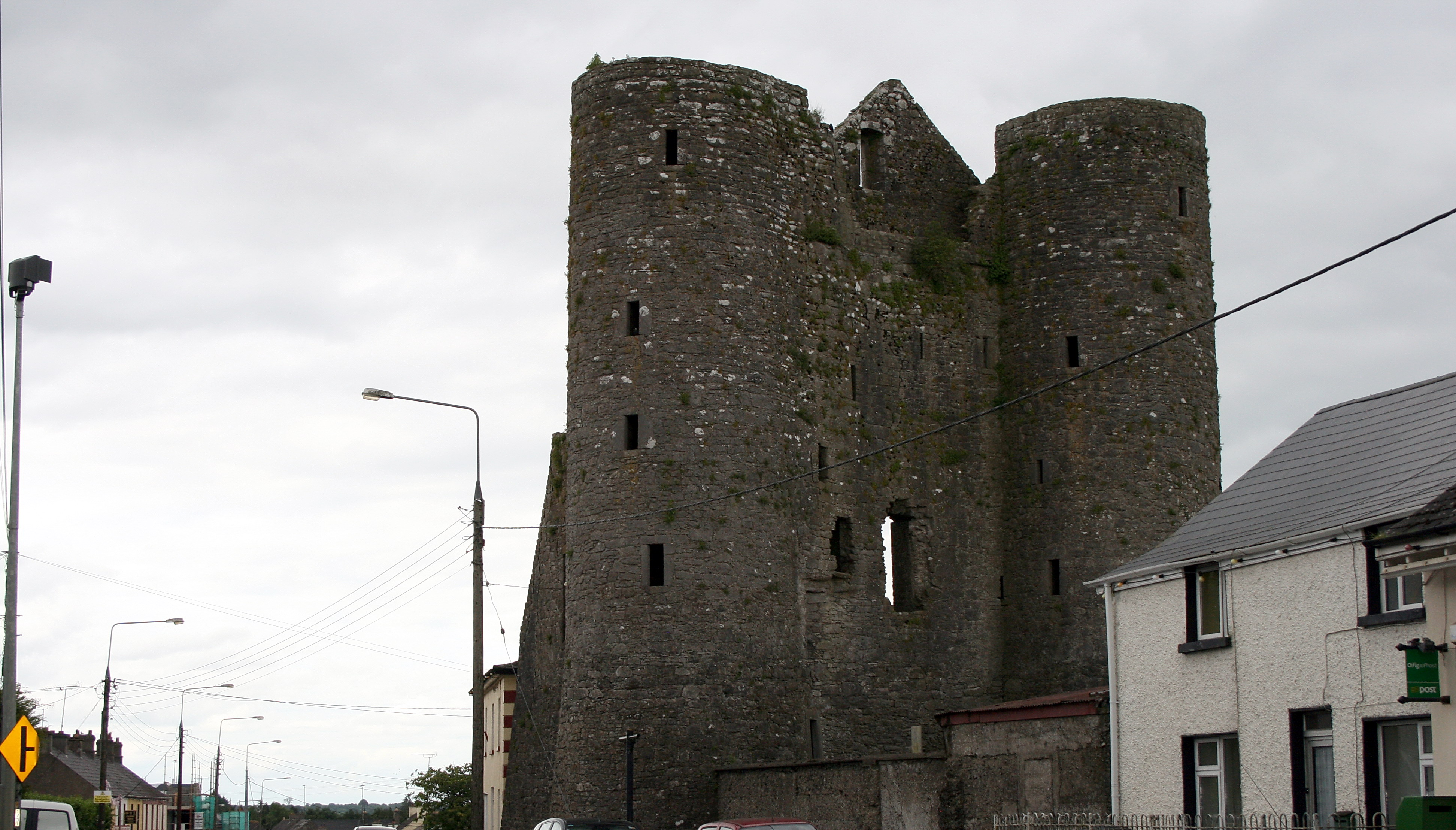
A Delvin/Nugent Kastély romjai a fő úton

A Delvin kastély (vagy Nugent kastély) mára már csak egy rom, 1181-ben épült Hugh de Lacy, Meath lordja által, sógora, Gilbert de Nugent számára. A Nugentek a Delvinekkel együtt érkeztek Írországba 1171-ben, majd letelepedtek Delvin környékén. A Nugent kastély romjai ma a városka központjának közelében találhatók. Néhány évszázaddal később egy második kastély is épült, több száz méterrel arrébb.
A Clony kastély Delvin déli részén található, az N52-es út és a Collinstown út között. Létezik egy alternatív megközelítési lehetőség is, a Collinstown Road felől, a templommal szemben, melyet a Delvini Golf Klub tagjai ma is használnak.

## Létesítmények
A 18 lyukas Delvin Kastély Golf Club a város közelében található. Továbbá bank, iskola, templom, hotel/vendégház, pár bolt és egy gyorsétterem találhatóak még a városban. A Fő úton továbbá néhány pub is fellelhető. A város infrastruktúrája a Fő útra korlátozódott. Tervek szerint további sportlétesítmények is épülnek a városban, de ezek konkrét idejét illetve mikéntjét még nem ismerjük.
1. ↑  http://beyond2020.cso.ie/Census/TableViewer/tableView.aspx?ReportId=75478. [2011. július 25-i dátummal az eredetiből archiválva].